# Racquinghem
Racquinghem település Franciaországban, Pas-de-Calais megyében. Lakosainak száma 2197 fő (2022. január 1.). Racquinghem Renescure, Blaringhem, Heuringhem, Quiestède, Roquetoire és Wardrecques községekkel határos.

## Népesség
A település népességének változása:
| Lakosok száma | 2308 | 2308 | 2325 | 2276 | 2255 | 2234 | 2218 | 2214 | 2197 |
|               | 2013 | 2015 | 2016 | 2017 | 2018 | 2019 | 2020 | 2021 | 2022 |